# Anua magica
Anua magica là một loài bướm đêm trong họ Erebidae.